# Terque
Terque este o municipalitate din provincia Almería, Andaluzia, Spania, cu o populație de 463 locuitori.